# Rethem (Aller)
Rethem (Aller) – miasto w Niemczech, w kraju związkowym Dolna Saksonia, w powiecie Heidekreis, położone jest nad rzeką Aller, siedziba gminy zbiorowej Rethem/Aller.

## Dzielnice
Dzielnice miasta:
- Rethem-Moor
- Stöcken
- Wohlendorf

## Współpraca
- gmina Kołczygłowy, Polska

## Komunikacja
Przez miasto przebiega droga krajowa B209.